# Куликовское сельское поселение (Ивановская область)
Кулико́вское сельское поселение — муниципальное образование в составе Ивановского района Ивановской области России. 
Центр — деревня Куликово.

## История
Куликовское сельское поселение образовано 25 февраля 2005 года в соответствии с Законом Ивановской области № 40-ОЗ.

## Население
| 2002  | 2010  | 2011  | 2012  | 2013  | 2014  | 2015  |
| ----- | ----- | ----- | ----- | ----- | ----- | ----- |
| 1792  | ↘1757 | ↘1755 | ↗1789 | ↘1781 | ↗1804 | ↗1875 |
| 2016  | 2017  | 2018  | 2019  | 2020  | 2021  |       |
| ↗1938 | ↗1974 | ↗1983 | ↘1954 | ↘1903 | ↗2209 |       |

## Состав сельского поселения
| №  | Населённый пункт                       | Тип населённого пункта          | Население |
| -- | -------------------------------------- | ------------------------------- | --------- |
| 1  | Белоусиха                              | деревня                         | ↗3        |
| 2  | Василево                               | деревня                         | ↗62       |
| 3  | Васильевское                           | деревня                         | ↘13       |
| 4  | Горбово                                | деревня                         | ↘5        |
| 5  | Елюнино                                | село                            | ↘23       |
| 6  | Жары                                   | деревня                         | ↗6        |
| 7  | Железнодорожной станции Красносельская | деревня                         | ↗1        |
| 8  | Измайлово                              | деревня                         | ↗8        |
| 9  | Исаево                                 | деревня                         | ↗9        |
| 10 | Калачево                               | село                            | ↘30       |
| 11 | Каликино                               | деревня                         | ↗6        |
| 12 | Кожевниково                            | деревня                         | ↗95       |
| 13 | Котцыно                                | село                            | ↘171      |
| 14 | Красное                                | деревня                         | ↘17       |
| 15 | Куликово                               | деревня, административный центр | ↗1255     |
| 16 | Малинки                                | деревня                         | ↗159      |
| 17 | Матрохино                              | деревня                         | ↘8        |
| 18 | Нефедьево                              | деревня                         | ↗12       |
| 19 | Панкратцево                            | деревня                         | ↗15       |
| 20 | Парфеньево                             | деревня                         | ↘35       |
| 21 | Поповское                              | деревня                         | ↗26       |
| 22 | Починки                                | деревня                         | ↗16       |
| 23 | Рогатино                               | деревня                         | ↘21       |
| 24 | Сафронцево                             | деревня                         | ↗29       |
| 25 | Семиново                               | деревня                         | ↗55       |
| 26 | Сидоровское                            | село                            | ↗19       |
| 27 | Становое                               | деревня                         | ↘13       |
| 28 | Токовицы                               | деревня                         | ↘3        |
| 29 | Толчково                               | деревня                         | ↘17       |
| 30 | Ушаковка                               | деревня                         | ↗21       |
| 31 | Федосово                               | деревня                         | ↗73       |
| 32 | Четряково                              | деревня                         | ↗4        |
| 33 | Юркино                                 | деревня                         | ↗8        |
| 34 | Юрьевское                              | деревня                         | ↗82       |